# Vince Rockland
Vince Rockland (Darmstadt, 29 dicembre 1973) è un attore pornografico statunitense. Apertamente bisessuale, ha recitato, anche se non esclusivamente, in pellicole cinematografiche gay. Nel 1998 ha vinto il GayVN Awards come miglior attore nel film Three Brothers.
L'attore è stato noto anche per aver lavorato al fianco dei suoi due fratelli, il maggiore Shane Rockland e il minore Hal Rockland, diventando noti nel settore pornografico come i Rockland Brothers.

## Biografia
Vince Rockland è nato nello stato federale dell'Assia in Germania. Rockland è il più grande di tre figli. Trasferitosi negli Stati Uniti d'America è entrato nel mondo della pornografia negli anni novanta del XX secolo. Dal 1993 ha recitato in film di diversi generi pornografici, prediligendo la cinematografia gay. I suoi fratelli minori Shane e Hall hanno seguito i suoi passi nel mondo dell'industria pornografica.
Nel 1993 è stato scelto dal regista John Travis per il film Night Heat prodotto per gli Studio 2000. L'anno seguente sotto la direzione di John Rutherford ha recitato per in Foul Play per la casa di produzione cinematografica di San Francisco Falcon Entertainment.
Rockland ha preso parte anche a tre film di genere transessuale: All about She-Males del 1997 della Prime Video Productions; She-Male Latex prodotto dalla Plush Entertainment e Tranny a Go-Go, diretto, nel 1999, da Chi Chi LaRue per la Vivid Man.
La consacrazione dell'attore è avvenuta nel 1998 nel film Three Brothers, diretto da Gino Colbert e Sam Slam, pubblicato nel 1998 dalla New Age Pictures. Nel cast erano presenti entrambi i fratelli e Anthony Gallo, Derek Cameron, Gino Colbert, Paul Carrigan e Paul Morgan. Per questo film gli è stato attribuito il GayVN Awards come miglior attore.

## Riconoscimento
- 1998 GayVN Awards: Miglior attore (Three Brothers)

## Filmografia
- Night Heat (1993)
- Thriller (1993)
- Break Away (1994)
- By Invitation Only (1994)
- Daddy Trains (1994)
- Driven To It (1994)
- Foul Play (1994)
- Hands On (1994)
- House of Tricks (1994)
- All Men Do It (1995)
- Coming Out Bi (1995)
- Fame and Flesh (1995)
- Glory Holes 13: Bottom Boys (1995)
- Jawbreaker (1995)
- JS Big Time (1995)
- Leather Obsession 3: Illusion (1995)
- Leather Obsession 4: Forever (1995)
- Male Tales: The Interactive Game (1995)
- Matinee Idol (1995)
- Saddle Tramps (1995)
- Saddle Tramps 2 (1995)
- Stalker (1995)
- Brother's Desire (1996)
- Into Leather (1996)
- Military Issue 3: Ask And I'll Tell (1996)
- Roped and Used (1996)
- All About She-Males (1997)
- All Star Anal 2 (1997)
- Best of Leather 3 (1997)
- Best of Tony Idol (1997)
- Electrocorrective Bondage (1997)
- Guys With Giant Dicks (1997)
- Hispanic Ass Crammers (1997)
- Hotter Than Hell (1997)
- Hunk Hunt 19 (1997)
- Man to Man: Wanna Start Something (1997)
- On Your Knees (1997)
- An Interview With Dax Kelly (1998)
- Bi Curious (1998)
- Bi Voyeur (1998)
- Body Worship 17 (1998)
- Chip Daniels' Video Studbook (1998)
- Complexxx (1998)
- Curious? (1998)
- Fantasy Fights 13-14 (1998)
- Fantasy Fights 15-16 (1998)
- Hot And Horny Bad Boys (1998)
- Perfect Tens (1998)
- Rock Off (1998)
- Sex Invaders (1998)
- Sex Pit (1998)
- She-Male of the Year (1998)
- Three Brothers (1998)
- 9 1/2 Inches (1999)
- Barely Legal Boys (1999)
- Body Worship 24 (1999)
- Butt Crack Mountain (1999)
- Packin' Pipe (1999)
- Private Passions (1999)
- Tranny A Go-Go (1999)
- Fetish Sex Fights 4 (2000)
- Porn Fiction (2000)
- Sex Becomes Her: The True Life Story Of Chi Chi LaRue (2000)
- Three For The Load (2000)
- Full Frontal (2002)
- Pucker Up: The Best of Vince Rockland (2002)
- Men Of IMD 2: Superstar Showcase (2005)
- Bi's And Dolls (2006)
- Best of the Rockland Brothers (2007)
- Crank Shaft (2007)
- Suckulent Studs (2007)
- Supernads (2007)
- AC/D She (2008)
- Hole Wreckers (2008)
- She Male Kingdom (2008)
- Decepta Cocks (2009)
- Bed Head (2011)
- Best of the 80s (2011)